# Diplostephium ramiglabrum
Diplostephium ramiglabrum é uma espécie de planta com flor da família Asteraceae.
Apenas pode ser encontrada no Equador.
Os seus habitats naturais são: regiões subtropicais ou tropicais húmidas de alta altitude.
Está ameaçada por perda de habitat.